# حنظلة بن الربيع
حنظلة بن الربيع. الصحابي أبو ربعي حنظلة بن الربيع الصيفي الكاتب الأُسيِّدي التميمي ويقال له: الكاتب، وهو أحد الصحابة الذين كتبوا لرسول الإسلام ـ صلى الله عليه وسلم ـ، وروى عنه ومن كتبة وحي القرآن. شهد القادسية، ونزل الكوفة، وتخلّف عن علي بن أبي طالب في قتال أهل البصرة يوم الجمل، وتوفي في خلافة معاوية بن أبي سفيان سنة اثنتين وخمسين غازيا بالقسطنطينية,ولا عقب له.

## اسمه ونسبه
- حنظلة بن الربيع بن صيفي بن رباح بن الحارث بن مُخَاشن بن معاوية بن شريف بن جُروة بن أسيد بن عمرو بن تميم بن مر الأسيدي العمروي التميمي[3]، يكنى أبا ربعي، ويقال له حنظلة الكاتب[4]، والأسيدي لإنه كان يكتب للنبي صل الله عليه وسلم، وهو ابن أخي حكيم العرب أكثم بن صيفي التميمي[5]